# Медаль «Сайнья Сева»
Медаль «Сайня Сева» (хинди सैन्य सेवा पदकангл. Sainya Seva Medal) — военная государственная награда Индии, учреждённая в 1960 году. Предназначена для персонала всех трёх видов Вооружённых сил Индии (Армия, Военно-воздушные силы, Военно-морской флот) за выполнение неоперативных обязанностей в условиях трудностей и сурового климата. Является одной из серии наград, введённых правительством Индии в знак признания служб военнослужащих, в том числе за службу в сложных регионах, таких как Джамму и Кашмир или Северо-Восточная пограничная агентство, а также за выполнение международных обязанностей.

## История учреждения
Медаль «Сайня Сева» была официально учреждена Правительством Индии 26 января 1960 года, в первый День Республики Индии. Её дизайн, а также категории военнослужащих, имеющих право на награду, были утверждены Президентом страны. В 1960 году были уточнены и официально утверждены детали дизайна медали, её ленты и прикрепляемых планок.

## Описание награды
Медаль «Сайня Сева» изготовлена из медно-никелевого сплава. Имеет круглую форму диаметром 35 мм. На лицевой стороне медали изображён силуэт пика Нанда-Деви на фоне, с кустом бамбука на переднем плане. На обратной стороне — изображение индийской крепости. Награда подвешивается на ленте шириной 32 мм, окрашенной в оранжево-красный цвет, с двумя вертикальными полосами — белой и тёмно-зелёной — по краям, делящими ленту на три равные части .

## Критерии награждения
Право на получение медали «Сайня Сева» имеют:
Солдаты, сержанты и офицеры Армии, которые отслужили в общей сложности один год в составе подразделения или формирования, дислоцированного на территории штата Джамму и Кашмир или Северо-Восточной пограничной агентства (NEFA), или выполнявшие задачи по защите северных рубежей в других районах, указанных правительством.
Лётный состав и персонал десантных авиационных подразделений Военно-воздушных сил, выполнившие минимум 10 боевых вылетов или 40 часов полётов в указанных выше районах.

## Планки
К медали «Сайня Сева» могут прикрепляться специальные планки, указывающие на регион, где выполнялась служба, давшая право на награждение. В 1960 году были утверждены три планки: «Джамму и Кашмир», «NEFA» и «Гималаи». Позже правительство Индии вводило дополнительные планки за службу с особых условиях.
«Джамму и Кашмир» (Jammu and Kashmir)
Вручалась лицам, служившим в общей сложности не менее одного года в подразделениях, дислоцировавшихся в пределах географических границ Джамму и Кашмира после 27 октября 1947 года. Для тех, кто уже получил соответствующую колодку к медали «За общие заслуги», служба до 1 января 1949 года не учитывается. На планке была надпись на хинди «जम्मू कश्मीर».
«NEFA»
Вручалась лицам, служившим в общей сложности не менее одного года в подразделениях, дислоцированного в пределах Агентства Северо-Восточной границы (NEFA) в период с 7 октября 1952 года по 15 ноября 1968 года, и занятым в строительстве дорог или аэродромов. Также военнослужащим, направленным в Ассамские стрелки, прошедшим в общей сложности не менее одного года службы в NEFA, начиная с августа 1947 года. В авиации медалью награждались экипажам воздушных судов и персонал воздушно-десантных подразделений, выполнивших не менее 10 вылетов или налетавшим не менее 40 часов в разведывательных целях или при выполнении транспортных/тактических задач в районе NEFA. На планке нанесена надпись на хинди «ने फ़ा».
«Гималаи» (Himalaya)
Планка вручалась лицам, назначенным на должности, связанные с обороной северных границ, и служивших в общей сложности не менее одного года в частях и подразделениях в районах Гималаев, указанных правительством Индии. Для военнослужащих ВВС требовалось выполнить не менее 10 вылетов или налетать не менее 60 часов в разведывательных целях или при выполнении транспортных/тактических задач в указанных правительством районах. На планке находится надпись на хинди «हिमालय».
Бенгалия-Ассам
Планка была учреждена 2 июня 1960 года и изменена в 1967 году. Планка вручалась за один год службы в определённых районах штатов Западной Бенгалии и Ассама после 26 октября 1962 года. Для лётного состава в зачёт шли 10 боевых вылетов или 40 часов полетов над определёнными районами Западной Бенгалии и Ассама после 26 октября 1962 года. Планка с надписями на хинди «बंगाल-असम».
Андаманские и Никобарские острова
Учреждённая 2 июня 1960 года и изменённая в 1967 году, планка вручалась за один год службы на Андаманских и Никобарских островах после 20 мая 1966 года. Лётчики могли получить награду, выполнив 50 часов полетов на Андаманских и Никобарских островах после 20 мая 1966 года. Планке имеется надпись на хинди «अण्डमान और निकोबार» с цветами лотоса по обеим сторонам.
Марустал
Планка была учреждена 20 июля 1984 года. Планка вручалась за один год службы в пустынных районах Гуджарата и Раджастхана. Летчики могли получить награду, совершив 10 боевых вылетов или налетав 40 часов над указанными районами. На планку наносилась надпись на хинди «मरुस्थल».
6 лет морской службы
Планка была учреждена в 2017 году. Планку могли получить все военнослужащие ВМС Индии, прослужившие в общей сложности 6 лет в операциях по борьбе с пиратством, морской обороне, в прибрежном патрулировании, боевых действиях и т. д. На планке нанесена надпись на хинди «समुद्री सेवा».